# Terre sconfinate
Terre sconfinate (Terras do Sem-Fim) è una telenovela brasiliana, sceneggiata da Walter George Dürst e prodotta da Rede Globo nel 1981.
Tratta dal romanzo Terre del finimondo di Jorge Amado, è stata programmata in Italia da Telemontecarlo nel 1986.